# Cristianità

Mappa degli Stati del mondo in base alla percentuale di cristiani (dati del 2010)

La parola cristianità indica il modo in cui, in un determinato periodo storico, si presenta concretamente la religione cristiana, non tanto per i contenuti della fede dei singoli credenti, quanto come fenomeno sociale e insieme di strutture e istituzioni.
Per cristianità, dunque, si può intendere l'insieme delle diverse Chiese che si definiscono cristiane, con i loro fedeli e le loro caratteristiche. Il concetto di cristianità coincide perciò soltanto in parte con quello di cristianesimo, perché il primo si riferisce ad un fenomeno sociale, mentre il secondo ad una religione.

## Distribuzione geografica della cristianità e numero di aderenti
Il cristianesimo è la religione predominante in Europa, Russia, America, Oceania, le Filippine, la parte orientale dell'Indonesia, l'Africa meridionale, centrale e orientale. Ci sono anche grandi comunità cristiane in altre parti del mondo, come l'Asia centrale, dove il cristianesimo è la seconda religione più grande, dopo l'Islam. Gli Stati Uniti d'America sono così il più popoloso Paese a maggioranza cristiana, seguiti dal Brasile e dal Messico.
In alcuni Paesi una delle diverse confessioni cristiane ha lo status di religione di Stato: Argentina (Chiesa cattolico-romana), Armenia (Chiesa apostolica armena), Bolivia (Chiesa cattolico-romana), Costa Rica (Chiesa cattolico-romana), Danimarca (Chiesa del Popolo Danese), El Salvador (Chiesa cattolico-romana), Inghilterra (Chiesa anglicana), Grecia (Chiesa ortodossa greca), Islanda (Chiesa nazionale d'Islanda), Liechtenstein (Chiesa cattolico-romana), Malta (Chiesa cattolico-romana), Monaco (Chiesa cattolico-romana), Romania (Chiesa ortodossa rumena), Norvegia (Chiesa di Norvegia), Città del Vaticano (Chiesa cattolico-romana), Svizzera (Chiesa cattolico-romana, Chiesa riformata svizzera e Chiesa cattolica cristiana svizzera) e Georgia (Chiesa ortodossa georgiana).
Il numero stimato di cristiani nel mondo si attesta tra 1,5 miliardi e 2,2 miliardi
Organizzato in circa 34.000 diverse denominazioni il cristianesimo è così la più numerosa religione del mondo. Da circa un secolo i cristiani rappresentano circa un terzo della popolazione mondiale.

## Storiografia
In ambito storiografico, in particolare, si parla di cristianità, o stato di cristianità, in riferimento ad ogni realizzazione concreta e politica della religione cristiana in un contesto sociale organizzato. Nell'Europa occidentale l'unica forma del tutto compiuta di cristianità è stata la teocrazia che è andata consolidandosi progressivamente a partire dalla cristianizzazione dell'Impero romano e dei popoli "barbari", fino al suo sfaldamento con la Riforma protestante: in questo periodo storico, che a grandi linee coincide con il cosiddetto Medioevo, si registra una più o meno completa sovrapposizione tra Chiesa e "Stato", religione e politica, autorità religiosa e potere civile.
In qualche modo analoga a questa cristianità medievale è stata la condizione di alcuni regni esterni ai confini dell'Impero romano e bizantino, quali l'Armenia o l'Etiopia, che molto presto fecero del cristianesimo la propria religione di Stato e il principale fattore unificante della società: "cristiano" e "suddito" divennero così due concetti sovrapponibili, e due condizioni irrinunciabili per essere considerato membro della comunità sociale e detentore dei diritti e doveri del suddito.

### La cosiddetta "cristianità medievale"
Nel contesto europeo, l'unica forma compiuta di cristianità fu la cosiddetta cristianità medievale, i cui inizi si possono far coincidere con l'editto di Tessalonica (con cui il cristianesimo divenne religione ufficiale dell'Impero romano), e il pieno compimento con l'Impero carolingio e il Sacro Romano Impero. Lo “stato di cristianità” si dissolse con la riforma protestante e le conseguenti guerre di religione, quando l'obbedienza alla sede romana cessò di essere il fattore unificante dell'Europa.
(Gilson 1997, 310-311)
Per questo motivo, la Chiesa cattolico-romana continuò per parecchi secoli a vedere il Medioevo come un'epoca ideale, un vero e proprio modello da imitare o per lo meno cui ispirarsi:
(Papa Leone XIII, enciclica Immortale Dei)
La descrizione del Medioevo data da Leone XIII coincide, di fatto, con la visione ideale dello "stato di cristianità": una civiltà in cui «la forza e la sovrana influenza dello spirito cristiano entra bene addentro nelle leggi, nelle istituzioni, nei costumi dei popoli, in tutti gli ordini e ragioni dello Stato».
Di fatto, però, è evidente che questa descrizione di una cristianità realizzata può essere sottoposta a due ordini di critiche:
- da un canto, la maggioranza degli storici contemporanei obietta che questa immagine di un Medioevo pienamente cristiano è una visione distorta della realtà, e il Medioevo fu assai meno unitario, monolitico, di quanto si voglia far credere; l'ideologia secondo la quale ci fu un periodo storico in cui la civiltà era completamente cristianizzata è stata più al servizio degli ideali neoguelfi del XIX secolo che di una lettura storiografica che cercasse di cogliere la complessità di ogni fenomeno storico;
- d'altro canto, anche molti pensatori cristiani (soprattutto appartenenti al mondo evangelico o al dissenso cattolico) obiettano che la realizzazione di una cristianità compiuta abbia comportato la negazione di diversi valori propri del cristianesimo stesso; le crociate, l'Inquisizione e la repressione degli eretici, la formulazione di statuti e leggi civili discriminatorie nei confronti degli Ebrei, la persecuzione degli omosessuali sono portati come esempi di concretizzazioni violente, e in definitiva anti-cristiane, di un tentativo di creare una società coercitivamente cristiana.